# Karpas

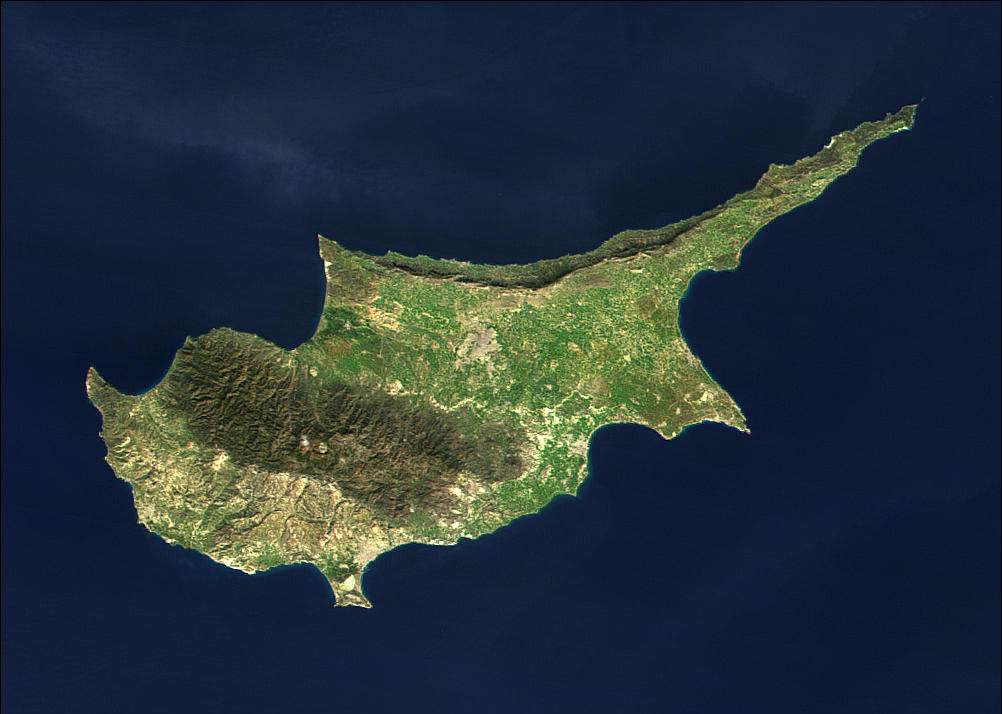
L'isola di Cipro: la Karpassia è la sottile penisola posta a Nordest

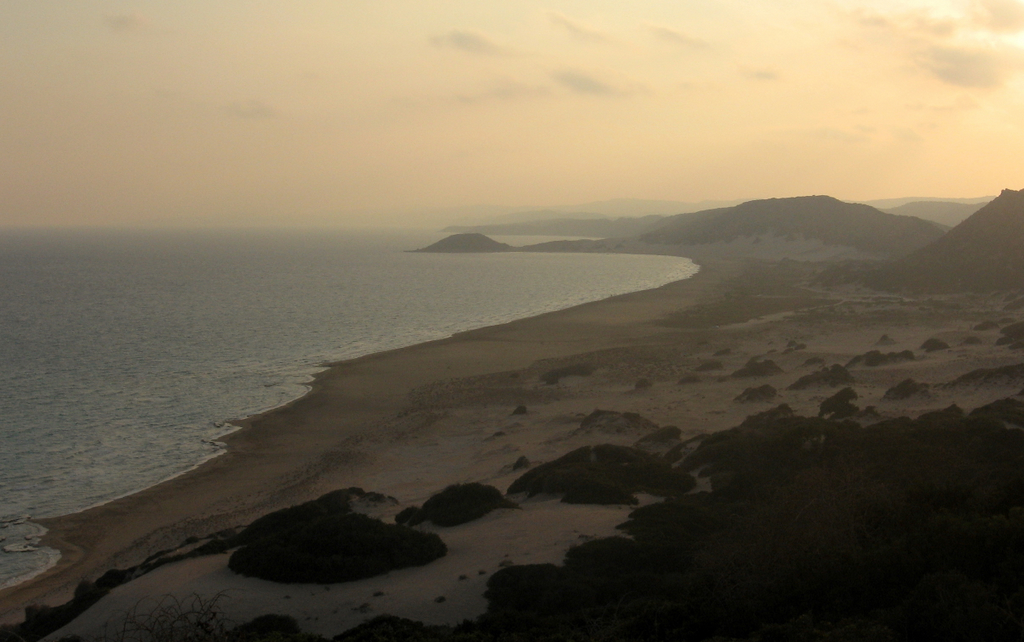
La spiaggia d'oro (Greco: Ναγγομὶ; Turco: Altin Kumsal) al tramonto

La penisola di Karpassia (o Karpaz) è situata nella parte settentrionale dell'isola di Cipro e si estende da Boğaz fino al punto più  nordorientale dell'isola.

## Geografia fisica e antropica
Il punto più estremo è Capo dell'Apostolo Andrea (in turco Zafer Burnu) e il centro abitato principale è Rizokarpaso (o Dipkarpaz). È lunga circa 80 km e ha una larghezza massima di 20 km.
La zona è costellata da numerose chiese bizantine e pittoresche spiagge, fra cui spicca la "Spiaggia d'oro", la più lunga spiaggia dell'isola.

## Popolazione
Il Carpas era già abitato prevalentemente da greci nel 1960. Secondo il censimento di quell'anno, i 20150 greci e i 5778 turchi erano distribuiti in modo molto irregolare tra i 40 villaggi del Karpas:
| Nome greco                 | Nome turco          | Greci | Turchi |
| -------------------------- | ------------------- | ----- | ------ |
| Agia Triada                | Sipahi              | 1121  | –      |
| Agialousa (Gialousa)       | Yeni Erenköy        | 2537  | 1      |
| Agios Andronikos Karpasias | Yeşilköy            | 771   | 434    |
| Agios Andronikos Trikomou  | Topçuköy            | -     | 297    |
| Agios Evstathios           | Zeybekköy (Ayistat) | –     | 90     |
| Agios Iakovos              | Altınova            | –     | 365    |
| Agios Ilias                | Yarköy              | 422   | –      |
| Agios Symeon               | Avtepe              | –     | 333    |
| Agios Theodoros            | Çayırova            | 805   | 23     |
| Akanthou                   | Tatlısu             | 1507  | –      |
| Bogazi                     | Boğaz               | 88    | 2      |
| Davlos                     | Kaplıca             | 462   | –      |
| Eptakomi                   | Yedikonuk           | 738   | 233    |
| Flamoudi                   | Mersinlik           | 299   | –      |
| Galateia                   | Mehmetçik           | –     | 1270   |
| Galinoporni                | Kaleburnu           | –     | 836    |
| Gastria                    | Kalecik             | 261   | –      |
| Gerani                     | Turnalar            | 211   | –      |
| Koilanemos                 | Esenköy             | 85    | 12     |
| Koma tou Gialou            | Kumyalı             | 854   | –      |
| Komi (Komi Kebir)          | Büyükkonuk          | 654   | 289    |
| Koroveia                   | Kuruova             | –     | 280    |
| Krideia                    | Kilitkaya           | –     | 353    |
| Leonarisso                 | Ziyamet             | 707   | –      |
| Livadia                    | Sazlıköy            | –     | 191    |
| Lythrangomi (Lythrankomi)  | Boltaşlı            | 170   | 105    |
| Mandres                    | Ağıllar             | 398   | –      |
| Melanarga                  | Adaçay              | 175   | –      |
| Monarga                    | Boğaztepe           | 18    | 57     |
| Neta                       | Taşlıca             | 224   | –      |
| Ovgoros                    | Ergazi              | –     | 362    |
| Patriki                    | Tuzluca             | 581   | –      |
| Platanissos                | Balalan             | –     | 386    |
| Perivolia tou Trikomou     | Bahçeler            | –     | 44     |
| Rizokarpaso                | Dipkarpaz           | 3151  | 2      |
| Sygkrasi                   | Sınırüstü           | 175   | 102    |
| Tavrou                     | Pamuklu             | 311   | 1      |
| Trikomo                    | Yeni İskele         | 2188  | 7      |
| Vasili                     | Gelincik            | 391   | –      |
| Vokolida                   | Bafra               | 337   | –      |
| Vothylakas                 | Derince             | 509   | –      |